# 교향곡 6번 (말러)
구스타프 말러의 교향곡 6번 A단조는 4 악장으로 된 교향곡으로 1903년과 1904년에 작곡되었으며 1906년에 수정되었다.
말러는 1906년 5월 27일 에센의 잘바우 콘서트홀에서 작품의 첫 번째 공연을 지휘했다. 말러는 1902년에 알마 쉰들러와 결혼했고 작품을 작곡하는 과정에서 둘째 딸이 태어났기 때문에 그의 인생에서 분명히 매우 행복한 시기에 교향곡을 작곡했다. 이것은 6번의 비극적이고 허무주의적인 결말과 대조를 이룬다. 알반 베르크와 안톤 베베른은 처음 들었을 때 이 작업을 칭찬했다.

## 구조
작품은 4악장으로 80분 정도 소요된다. 내부 움직임의 순서는 논란의 여지가 있다( vide infra ). 악보의 초판(CF Kahnt, 1906)은 다음과 같은 순서로 악장을 선보였다.
1. Allegro energico, ma non troppo. Heftig, aber markig.
2. Scherzo: Wuchtig
3. Andante moderato
4. Finale: Sostenuto – Allegro moderato – Allegro energico

그러나 말러는 이후 "안단테"를 2악장으로 배치했고, 이러한 새로운 내적 악장의 순서는 에센 초연뿐만 아니라 악보의 두 번째 및 세 번째 판에 반영되었다.
1. Allegro energico, ma non troppo. Heftig, aber markig.
2. Andante moderato
3. Scherzo: Wuchtig
4. Finale: Sostenuto – Allegro moderato – Allegro energico